# SN 2006jf
SN 2006jf – supernowa typu Ia odkryta 15 września 2006 roku w galaktyce A223454+0000. W momencie odkrycia miała maksymalną jasność 22,40m.